# Foscarnet
O foscarnet é a base conjugada do ácido fosfonofórmico, composto químico de fórmula HOOC-PO3H2, é um antiviral utilizado para as infecções por herpesvírus e citomegalovírus, especialmente para as retinites ocasionadas por citomegalovírus em pessoas imunodeprimidas.

## Mecanismo de ação
Seu mecanismo de ação se basea em sua estrutura que chega a imitar ao íon pirofosfato, o qual se une ao sítio do pirofosfato da enzima ADN polimerase dos vírus, inibindo-a e impedindo sua replicação, todo ele sem afetar às ADN polimerase dos humanos. Entretanto, ultimamente os vírus resistentes a outros antivirais como o aciclovir e o ganciclovir tem chegado a mutar tornando-se resistentes ao foscarnet.

## Vias de administração e efeitos adversos
Sua administração é unicamente por via intravenosa, mas seus efeitos adversos que limitam sua utilização são o dano renal e a hipocalcemia sintomática, e em casos muito citados, se inclui febre, náuseas ou vômito, anemia, leucopenia, tremores, irritabilidade, convulsões e alucinações.